# Каттанео, Маттиа
Маттиа Каттанео (итал. Mattia Cattaneo, род. 25 октября 1990 в Альцано-Ломбардо, Италия) — итальянский профессиональный шоссейный велогонщик, выступающий с 2020 года за команду мирового тура «Deceuninck-Quick Step».

## Выспупления
2009
1-й Gran Premio di Poggiana
2010
9-й Coppa della Pace
2011
1-й  Girobio
1-й GP Capodarco
1-й Gran Premio di Poggiana
1-й в Прологе и этапе 3 Giro Ciclistico Pesche Nettarine di Romagna
3-й Тур де л’Авенир
5-й Giro della Valle d'Aosta
2012
1-й Руота д’Оро
2-й Trofeo Franco Balestra
3-й Тур де л’Авенир
10-й Trofeo PIVA
2017
2-й Тур Прованса
1-й на этапе 3
3-й Classic Sud-Ardèche
4-й Tour de l'Ain
5-й Чемпионат Италии в индивидуальной гонке
6-й Джиро дель Аппеннино
7-й Тур Словении
9-й Trofeo Laigueglia
2018
4-й Милан — Турин
5-й Чемпионат Италии в индивидуальной гонке
6-й Джиро ди Тоскана
2019
1-й Джиро дель Аппеннино
2-й Гран-при Индустрия и Артиджанато ди Ларчано
4-й Тур Альп

## Статистика выступлений на Гранд-турах
| Гонка           | 2013 | 2014 | 2015 | 2016 | 2017 | 2018 | 2019 | 2020 |
| --------------- | ---- | ---- | ---- | ---- | ---- | ---- | ---- | ---- |
| Джиро д’Италия  | НФ   | 64   | —    | —    | —    | 33   | 28   | —    |
| Тур де Франс    | —    | —    | —    | —    | —    | —    | —    | —    |
| Вуэльта Испании | —    | —    | НФ   | 102  | —    | —    | —    | 17   |

| — | Не участвовал |